# Centralafrikanska republikens prefekturer

Centralafrikanska republikens prefekturer före reformen 2021.

Centralafrikanska republiken är indelad i tjugo prefekturer (préfectures). Prefekturerna är i sin tur indelade i 84 underprefekturer (sous-préfectures). Underprefekturerna är indelade i kommuner (communes), 179 totalt (2017), som vidare är indelade i byar (villages) och stadsenheter (quartiers). Vid en reform 2021 delades tre prefekturer. Dessutom utvidgades huvudstaden Bangui på Ombella-M'Pokos bekostnad och ombildades till en vanlig prefektur efter att tidigare ha haft en särställning.
| Prefektur         | Huvudort     | Yta (km²) | Invånare (2003) |
| ----------------- | ------------ | --------- | --------------- |
| Bamingui-Bangoran | Ndélé        | 58 200    | 43 229          |
| Bangui            | Bangui       | 67        | 622 771         |
| Basse-Kotto       | Mobaye       | 17 604    | 249 150         |
| Haute-Kotto       | Bria         | 86 650    | 90 316          |
| Haut-Mbomou       | Obo          | 55 530    | 57 062          |
| Kémo              | Sibut        | 17 204    | 118 420         |
| Lim-Pendé         | Paoua        | –         | –               |
| Lobaye            | Mbaïki       | 19 235    | 246 875         |
| Mambéré           | Carnot       | –         | –               |
| Mambéré-Kadéï     | Berbérati    | 30 203    | 364 795         |
| Mbomou            | Bangassou    | 61 150    | 164 009         |
| Nana-Grébizi      | Kaga Bandoro | 19 996    | 117 816         |
| Nana-Mambéré      | Bouar        | 26 600    | 233 666         |
| Ombella-M'Poko    | Boali        | 31 835    | 356 725         |
| Ouaka             | Bambari      | 49 900    | 276 710         |
| Ouham             | Bossangoa    | 50 250    | 369 220         |
| Ouham-Fafa        | Batangafo    | –         | –               |
| Ouham-Pendé       | Bozoum       | 32 100    | 430 506         |
| Sangha-Mbaéré     | Nola         | 19 412    | 101 074         |
| Vakaga            | Birao        | 46 500    | 52 255          |